# Eduard von Müller (General, 1841)
Karl Johann Eduard von Müller (* 16. Mai 1841 in Potsdam; † 8. November 1932 in Wiesbaden-Nordost) war ein preußischer Generalleutnant und Inspekteur der Jäger und Schützen.

## Leben
Eduard war ein Sohn des preußischen Generalleutnants Eduard von Müller (1799–1885) und dessen Ehefrau Jenny, geborene von der Lancken (1803–1888).

### Militärkarriere
Müller besuchte Gymnasien in Greifswald und Potsdam sowie die Kadettenhäuser in Potsdam und Berlin. Anschließend wurde er am 17. Mai 1859 als Sekondeleutnant dem 1. Garde-Regiment zu Fuß der Preußischen Armee überwiesen. Vom 1. April 1865 bis zum 3. Juli 1866 war er Adjutant des Füsilier-Bataillons und nahm als solcher während des Krieges gegen Österreich 1866 an den Kämpfen bei Trautenau, Königinhof und Königgrätz teil. Für sein Verhalten erhielt Müller den Roten Adlerorden IV. Klasse mit Schwertern.
Nach dem Krieg wurde er am 30. Oktober 1866 als Premierleutnant in das Infanterie-Regiment Nr. 80 versetzt und bis zum 1. Oktober 1869 als Regimentsadjutant verwendet. Anschließend nahm er während des Krieges gegen Frankreich am 4. August 1870 in der Schlacht bei Weißenburg teil und wurde dabei durch einen Schuss durch beide Oberschenkel so stark verwundet, dass er für den Rest des Krieges ausfiel. Für sein Wirken erhielt er das Eiserne Kreuz II. Klasse. Außerdem stieg er am 26. September des Jahres zum Hauptmann und Kompaniechef auf.
Am 25. Mai 1875 wurde er unter Stellung à la suite des 1. Hessischen Infanterie-Regiments Nr. 81 Kompanieführer an der Unteroffizierschule Jülich. Am 28. März 1876 erfolgte unter Stellung à la suite des Leib-Grenadier-Regiments (1. Brandenburgisches) Nr. 8 seine Ernennung zum Kommandeur der Unteroffizierschule in Ettlingen. Am 4. April 1879 wurde er Major und am 11. Juni des Jahres Kommandeur der Unteroffizierschule Marienwerder. Am 3. Juni 1882 wurde Müller Kommandeur des II. Bataillons im 3. Garde-Grenadier-Regiment „Königin Elisabeth“ und am 11. November 1885 Kommandeur des 1. Schlesischen Jäger-Bataillons Nr. 5. Seine Beförderung zum Oberstleutnant erfolgte am 4. Dezember 1886. Am 16. Februar 1889 wurde er mit der Führung des Herzoglich Braunschweigischen Infanterie-Regiments Nr. 92 beauftragt und am 22. März des Jahres dort zum Oberst und Regimentskommandanten ernannt. Müller wurde am 16. Mai 1891 à la suite seines Regiments gestellt und mit der Wahrnehmung der Geschäfte als Inspekteur der Infanterieschulen beauftragt. Mit der Beförderung zum Generalmajor erfolgte am 29. März 1892 seine Ernennung zum Inspekteur. Anschließend wurde er am 18. April 1893 Kommandeur der 4. Garde-Infanterie-Brigade. Am 11. November 1894 wurde Müller zum Inspekteur der Jäger und Schützen ernannt und zugleich beauftragte man ihn mit der Führung der Geschäfte des Kommandeurs des Reitenden Feldjägerkorps. In dieser Eigenschaft avancierte er am 18. August 1895 zum Generalleutnant befördert und erhielt anlässlich des Ordensfestes im Januar 1897 den Roten Adlerorden II. Klasse mit Eichenlaub und Schwertern am Ringe. Unter Verleihung des Kronenordens I. Klasse wurde Müller am 4. Januar 1898 mit der gesetzlichen Pension zur Disposition gestellt.

### Familie
Müller heiratete am 19. Oktober 1870 in Wiesbaden Marie Schweickhardt (1850–1929). Das Paar hatte mehrere Kinder darunter:
- Viktor (1872–1958) ⚭ 1896 Gwendoline Peel (* 1872)
- Otto (1875–1976) ⚭ 1905 Olly Wessel